# こだま (作家)
こだま は日本の作家、エッセイスト。

## 人物・来歴
小説を書く前はネット大喜利で十段を取るなど有名な存在だった。
主婦のかたわら、ネットで知り合った仲間と文芸同人誌「なし水」に参加。同人には『死にたい夜にかぎって』の著者である爪切男や、野間文芸新人賞受賞作家である乗代雄介などがいた。2014年に「なし水」に発表した、自身の夫婦関係を描いた私小説『夫のちんぽが入らない』が文学フリマで話題を呼び、2017年に同作が加筆修正のうえ出版されてデビュー。
2018年、「クイック・ジャパン」の連載をまとめた『ここは、おしまいの地』で第34回講談社エッセイ賞受賞。
覆面作家であり、詳しいプロフィールの公表や顔出しはしていない。地方都市在住で、作家デビューの時点で40代だった。

## 著書
- 『夫のちんぽが入らない』扶桑社 2017、講談社文庫 2018
- 『ここは、おしまいの地』太田出版 2018、講談社文庫 2020
- 『いまだ、おしまいの地』太田出版 2020
- 『縁もゆかりもあったのだ』太田出版 2021